# Plugari
Plugari è un comune della Romania di 3 568 abitanti, ubicato nel distretto di Iași, nella regione storica della Moldavia.
Il comune è formato dall'unione di 3 villaggi: Borosoaia, Onești, Plugari.